# 흥룡사
흥룡사(興龍寺)는 경기도 포천시에 위치한 사찰이다.
신라 말엽에 도선국사가 창건하였다. 절터를 정할 때 나무로 만든 세 마리의 새를 공중에 날려 보냈는데 그 중 한 마리가 백운산에 앉아 그 자리에 절을 세웠다고 한다.
1922년에 중수하면서 흑룡사로 이름을 바꾸었으나, 후에 흥룡사로 환원되었다.

## 참고 문헌
- 이 문서에는 다음커뮤니케이션(현 카카오)에서 GFDL 또는 CC-SA 라이선스로 배포한 글로벌 세계대백과사전의 내용을 기초로 작성된 글이 포함되어 있습니다.